# Olearia fulvida
Olearia fulvida là một loài thực vật có hoa trong họ Cúc. Loài này được Archer ex Kuntze mô tả khoa học đầu tiên năm 1891.